# القصر (صنعاء)

تعديل مصدري - تعديل

القصر هي إحدى قرى مديرية خولان التابعة لمحافظة صنعاء اليمنية، بلغ تعداد سكانها 930 نسمة حسب الإحصاء الذي جرى عام 2004.